# Analisi cinematica
L’analisi cinematica è l'insieme di metodologie e procedure matematiche che permettono la descrizione delle caratteristiche del moto di un qualsivoglia sistema meccanico, ovvero la determinazione di posizione, velocità e accelerazione di tutti i componenti del sistema in ogni istante temporale. 
Si articola sostanzialmente nella definizione di sistemi di equazioni algebriche associate al sistema meccanico in esame, dalla cui soluzione, ottenuta istante per istante, si ottengono i valori di tutte le caratteristiche desiderate.